# Andro, Imphal East
Andro là một thị xã và là một nagar panchayat của quận Imphal East thuộc bang Manipur, Ấn Độ.

## Nhân khẩu
Theo điều tra dân số năm 2001 của Ấn Độ, Andro có dân số 8313 người. Phái nam chiếm 50% tổng số dân và phái nữ chiếm 50%. Andro có tỷ lệ 47% biết đọc biết viết, thấp hơn tỷ lệ trung bình toàn quốc là 59,5%: tỷ lệ cho phái nam là 51%, và tỷ lệ cho phái nữ là 42%. Tại Andro, 16% dân số nhỏ hơn 6 tuổi.